# Абдулає Сілла
Абдулає Сілла (фр. Abdoulaye Sylla, нар. 10 квітня 2000, Конакрі) — гвінейський футболіст, захисник чеського клубу «Сігма» (Оломоуць), який грає в оренді з іншого чеського клубу «Вишков», та національної збірної Гвінеї. Виступав також за низку клубів з різних країн. Володар Кубка Франції. Володар Кубка Чехії.

## Клубна кар'єра
Абдулає Сілла народився 2000 року в місті Конакрі. У 2011 році він перебрався до Франції в юнацьку команду футбольного клубу «Нант». У 2018 році Сілла розпочав грати за другу команду клубу, а з 2021 року грав у першій команді клубу «Нант». У 2022 році гвінейський захисник прейшов до бельгійського клубу «Серен». З 2023 року Сілла грає в чеському клубі «Вишков». У 2025 році «Вишков» віддав футболіста в оренду до іншого чеського клубу «Сігма» (Оломоуць), у якому він в цьому ж році став володарем Кубка Чехії.

## Виступи за збірну
У 2021 році Абдулає Сілла дебютував в офіційних матчах у складі національної збірної Гвінеї, та до 2022 року зіграв у складі збірної 4 матчі, в яких забитими голами не відзначився.

## Титули і досягнення
- Володар Кубка Франції (1):

«Нант»: 2021–2022
- Володар Кубка Чехії (1):

«Сігма» (Оломоуць): 2024–2025